# Kate Winslet

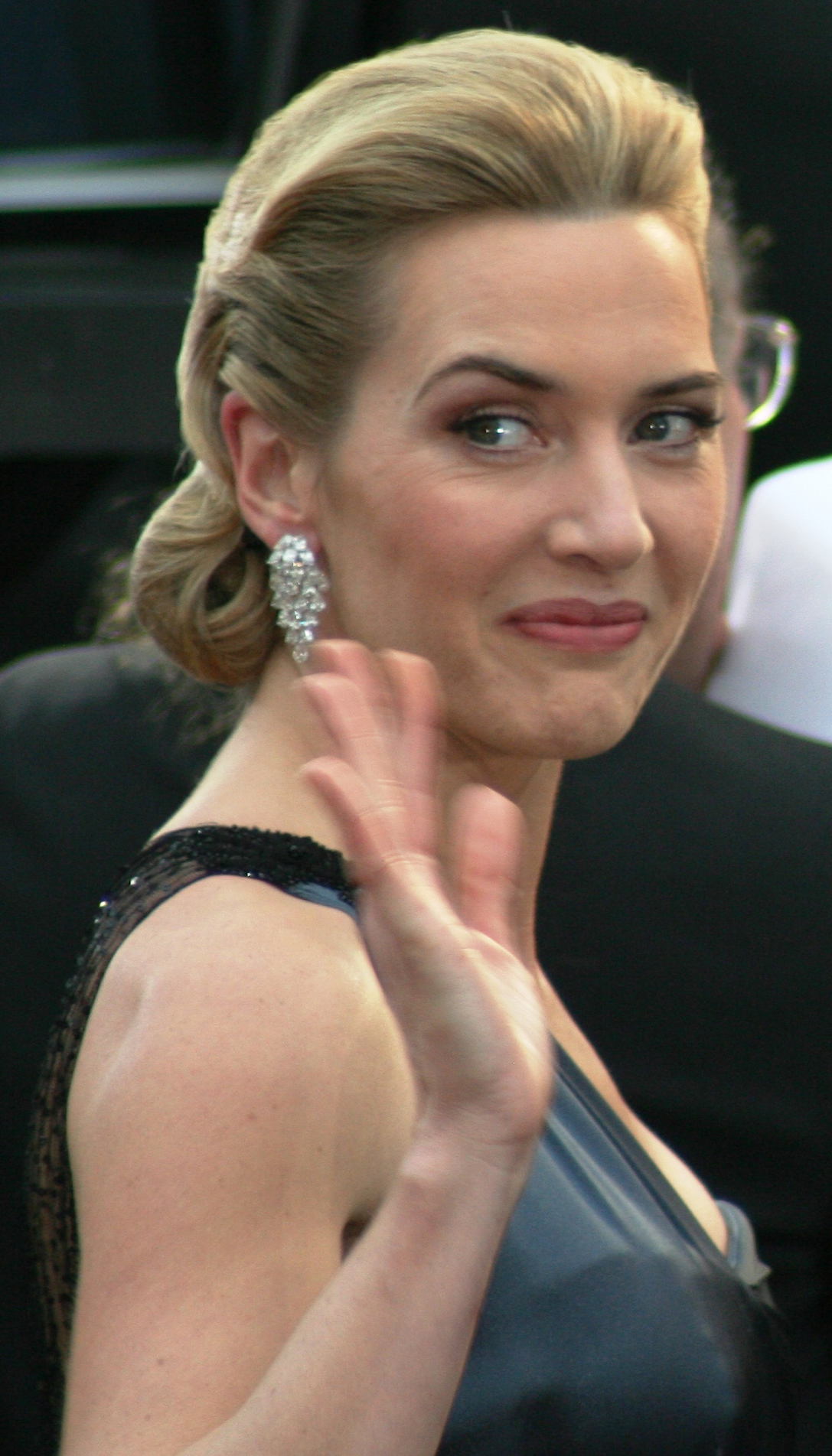
Kate Winslet na 81. ceremonii wręczenia Oscarów (2009)

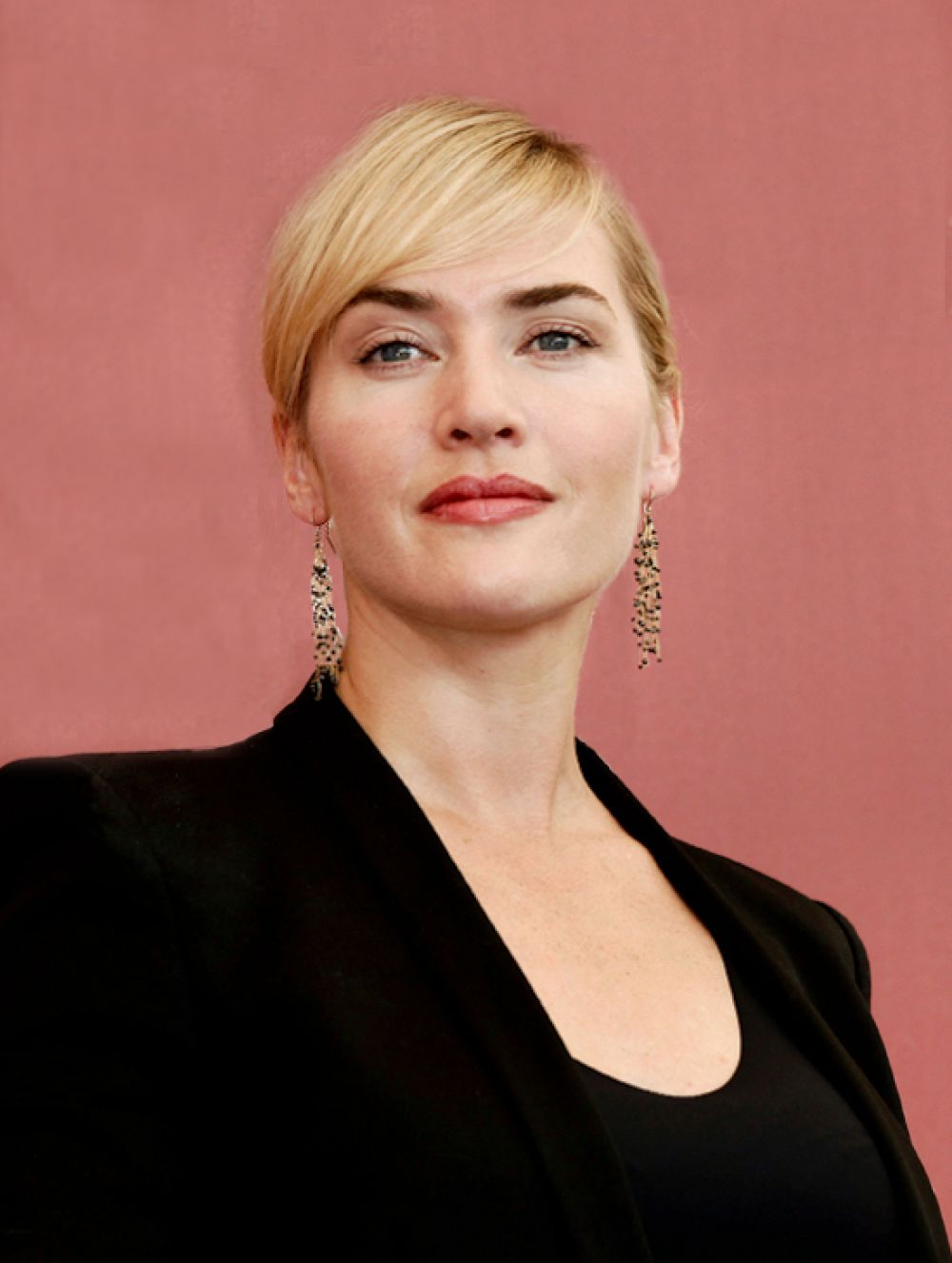
Aktorka na 68. Festiwalu w Wenecji w 2011

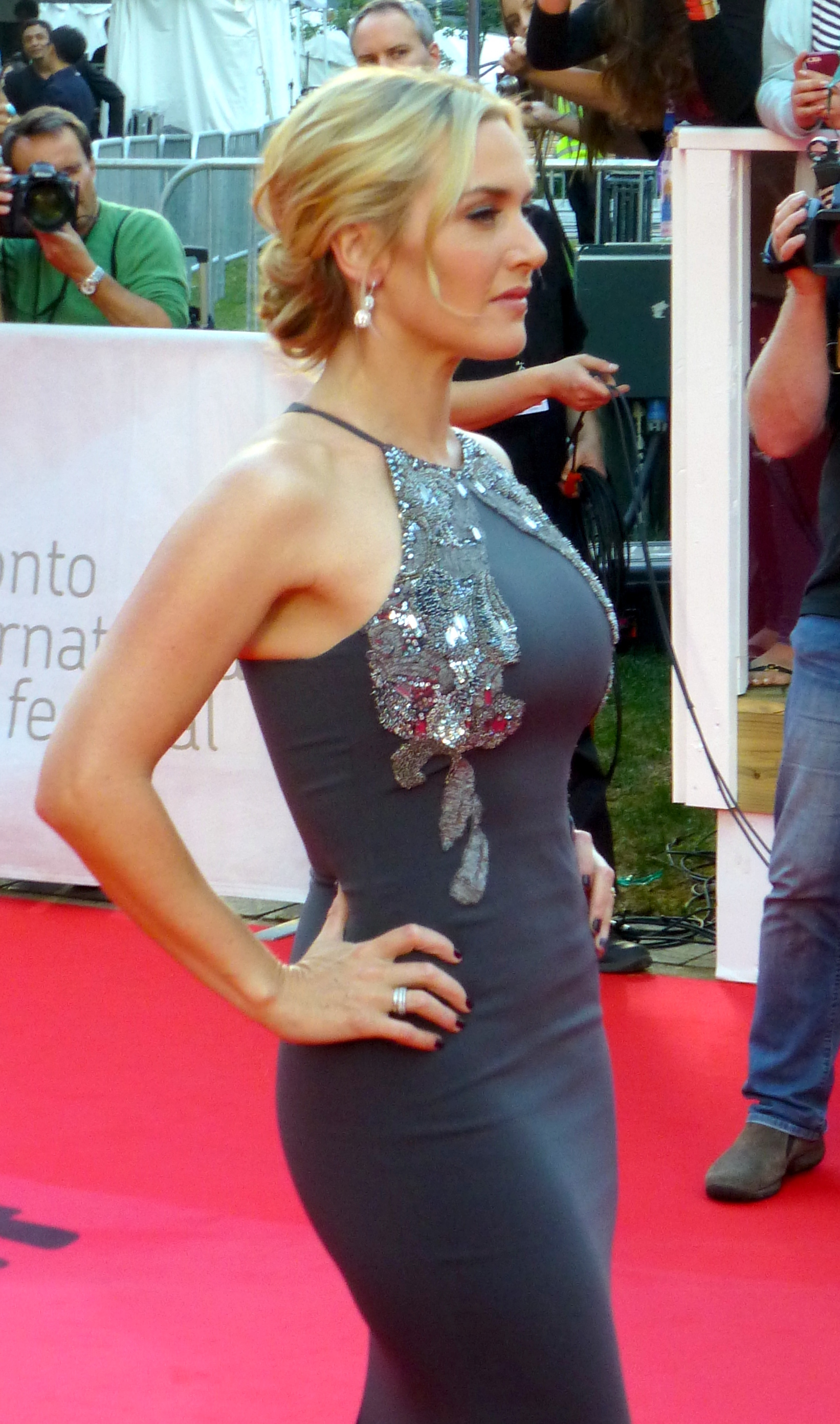
Winslet na festiwalu w Toronto (2015)

Kate Elizabeth Winslet (ur. 5 października 1975 w Reading) – angielska aktorka filmowa i telewizyjna. Szeroką rozpoznawalność przyniosła jej rola w popularnym i nagrodzonym 11 statuetkami Oscara przeboju kasowym Titanic (1997). Laureatka Oscara za rolę pierwszoplanową w filmie Lektor (2008).

## Życie prywatne
Drugim mężem Winslet był angielski reżyser Sam Mendes. W 2010 poinformowano o rozstaniu pary. W 2012 po raz trzeci wyszła za mąż, a jej mężem został Edward Abel Smith, krewny Richarda Bransona. Ślub odbył się w Nowym Jorku. Jest matką trójki dzieci o imionach: Mia (2000), Joe (2003) i Bear (2013). Jej obie siostry, starsza Anna i młodsza Beth, także są aktorkami, ma również młodszego brata Jossa.

## Kariera
Kate Winslet pochodzi ze zubożałej rodziny aktorskiej. W wieku pięciu lat po raz pierwszy wystąpiła w przedstawieniu scenicznym jako Maria w Jasełkach. Gdy miała 11 lat została przyjęta do szkoły teatralnej Redroofs w Maidenhead, która funkcjonowała także jako agencja i zabierała dzieci na castingi do Londynu. Wzięła udział w reklamie płatków śniadaniowych dla brytyjskiej telewizji. W szkole i w teatrze Starmaker Theatre Company w rodzinnym Reading wystąpiła łącznie w kilkunastu przedstawieniach teatralnych. W 1991 roku, na dwa tygodnie przed ukończeniem swoich egzaminów GCSE, zadebiutowała jako aktorka głównej obsady serialu Dark Season. Gdy miała 16 lat zmuszona była jednak z powodu braku środków zrezygnować ze szkoły w Redroofs. Grywała drobne role, dorabiała pracując w delikatesach, dość mocno także schudła.
Przełom nastąpił w 1994 roku gdy po raz pierwszy wystąpiła na dużym ekranie w obrazie Niebiańskie stworzenia w reżyserii Petera Jacksona, wybrał ją on spośród innych 175 dziewcząt. Popularność przyniosła jej drugoplanowa rola w filmie Rozważna i romantyczna Anga Lee (1995), za którą otrzymała nominację do Oscara. W 1996 pojawiła się w dwóch dramatach z epoki tj. filmie Więzy miłości oraz Hamlet. Jednak szeroką rozpoznawalność zdobyła dzięki roli pierwszoplanowej w filmie Titanic Jamesa Camerona (1997), za którą także nominowano ją do Oscara.
Występowała następnie w niezależnych filmach uważając, że musi się jeszcze sporo nauczyć. By nakręcić niskobudżetowy film W stronę Marrakeszu (1998) odrzuciła role w Zakochanym Szekspirze (1998) oraz Annie i królu (1999).
Punktem zwrotnym w jej karierze był komediodramat Zakochany bez pamięci (2004), w którym obsadzona została wbrew swojemu typowi aktorskiemu (ang. "against type"). Aktorka wystąpiła potem kolejno m.in. w filmach Marzyciel (2004, m.in. Oscar za muzykę Jana Kaczmarka), Małe dzieci (2006), Droga do szczęścia (2008), Lektor (2008, Oscar za rolę pierwszoplanową), czy w ekranizacjach trylogii SF Niezgodna Veronici Roth: Niezgodna (2014), Zbuntowana (2015) i Wierna (2016).
W biografii Steve Jobs (2015) zagrała Joannę Hoffman, urodzoną w Polsce piątą historycznie osobę w zespole przedsiębiorstwa Apple, która dołączyła do tej raczkującej jeszcze, ale jednocześnie już zapisującej się w historii mikrokomputerów, firmy w 1980 roku. Przygotowując się do roli Winslet spędziła czas z Hoffman oraz pracowała z coachem dialektu, by oddać jej armeńsko-polski akcent. Jak później powiedziała, było to z jednych największych wyzwań w jej karierze.
Siedmiokrotnie nominowana do Oscara, wygrała jedną statuetkę. Laureatka m.in. czterech Złotych Globów, trzech nagród BAFTA, nagrody Primetime Emmy oraz Grammy. Jako 31-latka była najmłodszą w historii aktorką, która zdobyła pięć (a później jako 33-latka sześć) nominacji do Oscarów. Jest trzecią aktorką, która zdobyła na jednej gali dwa Złote Globy.
Piosenka "What If", którą nagrała dla ścieżki dźwiękowej filmu animowanego Opowieść wigilijna (2001) spodobała się producentom na tyle, że wydano ją następnie jako singiel charytatywny.

## Odznaczenia
W 2012 Kate Winslet została uhonorowana przez królową Elżbietę II Komandorią Orderu Imperium Brytyjskiego (CBE).

## Filmografia

### Filmy
- 1994: Niebiańskie stworzenia (Heavenly Creatures) jako Juliet Hulme
- 1995: Rozważna i romantyczna (Sense and Sensibility) jako Marianne Dashwood
- 1995: Chłopak na dworze króla Artura (A Kid in the King’s Arthur Court) jako księżniczka Sarah
- 1996: Więzy miłości (Jude) jako Sue Bridehead
- 1996: Hamlet jako Ofelia
- 1997: Titanic jako młoda Rose DeWitt Bukater
- 1998: W stronę Marrakeszu (Hideous Kinky) jako Julia
- 1999: Kraina Elfów (Faeries) jako Brigid (głos)
- 1999: Święty dym (Holy Smoke) jako Ruth
- 2000: Zatrute pióro (Quills) jako Madeleine Le Clerc
- 2001: War Game jako mama / Annie (głos)
- 2001: Iris jako młoda Iris Murdoch
- 2001: Opowieść wigilijna (Christmas Carol: The Movie) jako Belle (głos)
- 2001: Enigma jako Hester Wallace
- 2003: Życie za życie (The Life of David Gale) jako Bitsey Bloom
- 2003: Plunge: The Movie jako Clare
- 2004: Opowieść z życia lwów (Pride) jako Suki
- 2004: Marzyciel (Finding Neverland) jako Sylvia Llewelyn Davies
- 2004: Zakochany bez pamięci (Eternal Sunshine of the Spotless Mind) jako Clementine Kruczynski
- 2005: Romanse i papierosy (Romance & Cigarettes) jako Tula
- 2006: Holiday (The Holiday) jako Iris
- 2006: Wpuszczony w kanał (Flushed Away) jako Rita (głos)
- 2006: Małe dzieci (Little Children) jako Sarah Pierce
- 2006: Wszyscy ludzie króla (All the King’s Men) jako Anne Stanton
- 2006: Życie oceanów 3D (Deep Sea 3D) jako narrator
- 2007: Mój przyjaciel lis (Le Renard et l’enfant) jako narrator (wersja angielska)
- 2008: Lektor (The Reader) jako Hanna Schmitz
- 2008: Droga do szczęścia (Revolutionary Road) jako April Wheeler
- 2011: Epidemia strachu (Contagion) jako dr Erin Mears
- 2011: Rzeź (Carnage) jako Nancy Cowan
- 2013: Długi, wrześniowy weekend (Labor Day) jako Adele Wheeler
- 2013: Movie 43 jako Beth
- 2014: Niezgodna (Divergent) jako Jeanine Matthews
- 2014: Odrobina chaosu (A Little Chaos) jako Sabine De Barra
- 2015: Zbuntowana (The Divergent Series: Insurgent) jako Jeanine Matthews
- 2015: Steve Jobs jako Joanna Hoffman
- 2015: Projektantka (The Dressmaker) jako Myrtle ‘Tilly’ Dunnage
- 2016: Psy mafii (Triple 9) jako Irina Vlaslov
- 2016: Ukryte piękno (Collateral Beauty) jako Claire
- 2017: Pomiędzy nami góry (The Mountain Between Us) jako Alex Martin
- 2017: Na karuzeli życia (Wonder Wheel) jako Ginny
- 2019: Blackbird jako Jennifer
- 2020: Amonit (Ammonite) jako Mary Anning
- 2022: Avatar: Istota wody jako Ronal

### Telewizja
- 1991: Shrinks
- 1991: Dark Season jako Reet, 6 odc.
- 1991: Anglo Saxon Attitudes jako Caroline Jenington, miniserial
- 1992: Get Back jako Eleanor Sweet
- 1993: Na sygnale (Casualty) jako Suzanne, 1 odc.
- 2004: Pride jako (głos) Suki, film tel.
- 2004: Saturday Night Live jako gospodarz, 1 odc.
- 2005: Extras jako ona sama, 1 odc.
- 2011: Mildred Pierce jako Mildred Pierce, miniserial
- 2015: Running Wild with Bear Grylls jako ona sama, 1 odc.
- 2015: Snow Chick jako narrator, film tel.
- 2017: Diana: The Day Britain Cried jako narrator, film dokumentalny
- 2017: Snow Bears jako narrator, film dokumentalny
- 2019: Moominvalley jako (głos) Filifionka
- 2021: Mare of Easttown jako Mare Sheehan, miniserial, także producent wykonawczy[25]

## Nagrody i nominacje
Amerykańska Akademia Sztuki i Wiedzy Filmowej – Oscar
- 1996 – nominacja w kategorii najlepsza aktorka drugoplanowa za rolę w filmie Rozważna i romantyczna
- 1998 – nominacja w kategorii najlepsza aktorka pierwszoplanowa za rolę w filmie Titanic
- 2002 – nominacja w kategorii najlepsza aktorka drugoplanowa za rolę w filmie Iris
- 2005 – nominacja w kategorii najlepsza aktorka pierwszoplanowa za rolę w filmie Zakochany bez pamięci
- 2007 – nominacja w kategorii najlepsza aktorka pierwszoplanowa za rolę w filmie Małe dzieci
- 2009 – wygrana w kategorii najlepsza aktorka pierwszoplanowa za rolę w filmie Lektor
- 2016 – nominacja w kategorii najlepsza aktorka drugoplanowa za rolę w filmie Steve Jobs

ATAS / NATAS / IATAS – Emmy
- 2006 – nominacja w kategorii najlepszy gościnny występ w serialu komediowym za rolę w serialu Statyści
- 2011 – wygrana w kategorii najlepsza aktorka w pierwszoplanowa w miniserialu lub filmie telewizyjnym za rolę w miniserialu Mildred Pierce

Europejska Akademia Filmowa
- 1998 – wygrana w kategorii najlepsza europejska aktorka – nagroda publiczności za rolę w filmie Titanic
- 2002 – wygrana w kategorii najlepsza europejska aktorka – nagroda publiczności za rolę w filmie Iris
- 2009 – wygrana w kategorii najlepsza europejska aktorka – nagroda Akademii za rolę w filmie Lektor

Hollywoodzkie Stowarzyszenie Prasy Zagranicznej – Złoty Glob
- 1996 – nominacja w kategorii najlepsza aktorka drugoplanowa za rolę w filmie Rozważna i romantyczna
- 1998 – nominacja w kategorii najlepsza aktorka w filmie dramatycznym za rolę w filmie Titanic
- 2002 – nominacja w kategorii najlepsza aktorka drugoplanowa za rolę w filmie Iris
- 2005 – nominacja w kategorii najlepsza aktorka w filmie komediowym lub musicalu w filmie Zakochany bez pamięci
- 2007 – nominacja w kategorii najlepsza aktorka w filmie dramatycznym za rolę w filmie Małe dzieci
- 2009 – wygrana w kategorii najlepsza aktorka w filmie dramatycznym za rolę w filmie Droga do szczęścia
- 2009 – wygrana w kategorii najlepsza aktorka drugoplanowa za rolę w filmie Lektor
- 2012 – nominacja w kategorii najlepsza aktorka w filmie komediowym lub musicalu za rolę w filmie Rzeź
- 2012 – wygrana w kategorii najlepsza aktorka w miniserialu lub filmie telewizyjnym za rolę w miniserialu Mildred Pierce

Brytyjska Akademia Sztuk Filmowych i Telewizyjnych – BAFTA
- 1996 – wygrana w kategorii najlepsza aktorka drugoplanowa za rolę w filmie Rozważna i romantyczna
- 2002 – nominacja w kategorii najlepsza aktorka drugoplanowa za rolę w filmie Iris
- 2005 – nominacja w kategorii najlepsza aktorka pierwszoplanowa za rolę w filmie Zakochany bez pamięci
- 2005 – nominacja w kategorii najlepsza aktorka pierwszoplanowa za rolę w filmie Marzyciel
- 2007 – nominacja w kategorii najlepsza aktorka pierwszoplanowa za rolę w filmie Małe dzieci
- 2009 – wygrana w kategorii najlepsza aktorka pierwszoplanowa za rolę w filmie Lektor

Screen Actors Guild – Aktor
- 1996 – wygrana w kategorii najlepsza aktorka w roli drugoplanowej za film Rozważna i romantyczna
- 1998 – nominacja w kategorii najlepsza aktorka w roli głównej za film Titanic
- 1998 – nominacja w kategorii najlepsza obsada filmowa w filmie Titanic
- 2001 – nominacja w kategorii najlepsza aktorka w roli drugoplanowej za film Zatrute pióro
- 2005 – nominacja w kategorii najlepsza aktorka w roli głównej za film Zakochany bez pamięci
- 2005 – nominacja w kategorii najlepsza obsada filmowa w filmie Marzyciel
- 2007 – nominacja w kategorii najlepsza aktorka w roli głównej za film Małe dzieci
- 2009 – nominacja w kategorii wybitny występ aktorki w roli głównej za rolę w filmie Droga do szczęścia
- 2009 – wygrana w kategorii wybitny występ aktorki w roli drugoplanowej za rolę w filmie Lektor
- 2012 – wygrana w kategorii wybitny występ aktorki w miniserialu lub filmie telewizyjnym za rolę w miniserialu Mildred Pierce

Międzynarodowa Akademia Prasy – Nagroda Satelita
- 1997 – nominacja w kategorii najlepsza aktorka drugoplanowa w filmie dramatycznym za rolę w filmie Hamlet
- 1998 – nominacja w kategorii najlepsza aktorka w filmie dramatycznym za rolę w filmie Titanic
- 2001 – nominacja w kategorii najlepsza aktorka drugoplanowa w filmie dramatycznym za rolę w filmie Zatrute pióro
- 2002 – nominacja w kategorii najlepsza aktorka drugoplanowa w filmie dramatycznym za rolę w filmie Iris
- 2003 – nominacja w kategorii najlepsza aktorka w filmie komediowym lub musicalu za rolę w filmie Zakochany bez pamięci
- 2006 – nominacja w kategorii najlepsza aktorka w filmie dramatycznym za rolę w filmie Małe dzieci
- 2008 – nominacja w kategorii najlepsza aktorka w filmie dramatycznym za rolę w filmie Lektor
- 2011 – nominacja w kategorii najlepsza aktorka drugoplanowa za rolę w filmie Rzeź
- 2011 – wygrana w kategorii najlepsza aktorka w miniserialu lub filmie telewizyjnym za rolę w miniserialu Mildred Pierce

Academy of Science Fiction, Fantasy and Horror Films – Saturn
- 2005 – nominacja w kategorii najlepsza aktorka za rolę w filmie Zakochany bez pamięci

Académie des Arts et Techniques du Cinema – César
- 2012 – Podczas 37. ceremonii wręczenia nagród francuskiej Akademii Sztuki i Techniki Filmowej, Kate Winslet otrzymała honorowego Cezara za całokształt twórczości[26]

Nagroda Grammy
- 1999 – wygrana w kategorii "Best Spoken Word Album for Children" za "Listen to the Storyteller"; nagroda razem ze Steven Epstein, David Frost (producenci), Graham Greene & Wynton Marsalis

MTV – Złoty Popcorn
- 1998 – nominacja w kategorii najlepsza aktorka za rolę w filmie Titanic
- 1998 – nominacja w kategorii najlepszy duet w filmie Titanic
- 1998 – nominacja w kategorii najlepszy pocałunek w filmie Titanic